# Neolaparus diasi
Neolaparus diasi är en tvåvingeart som beskrevs av H. Oldroyd 1959. Neolaparus diasi ingår i släktet Neolaparus och familjen rovflugor. Inga underarter finns listade i Catalogue of Life.